# Werner Oechslin

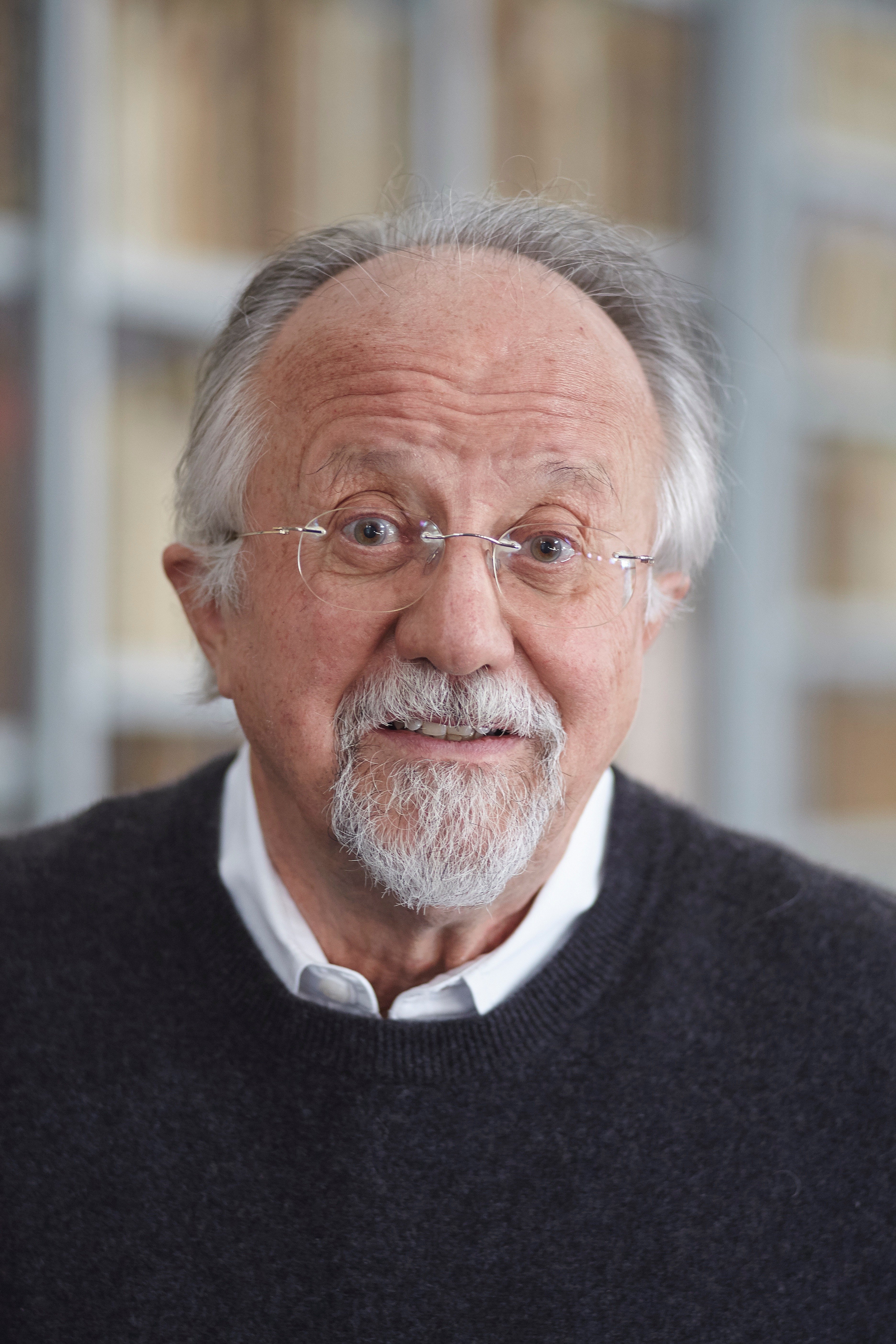
Werner Oechslin (2021)

Werner Oechslin (* 3. Oktober 1944 in Einsiedeln) ist ein Schweizer Kunst- und Architekturhistoriker.

## Leben

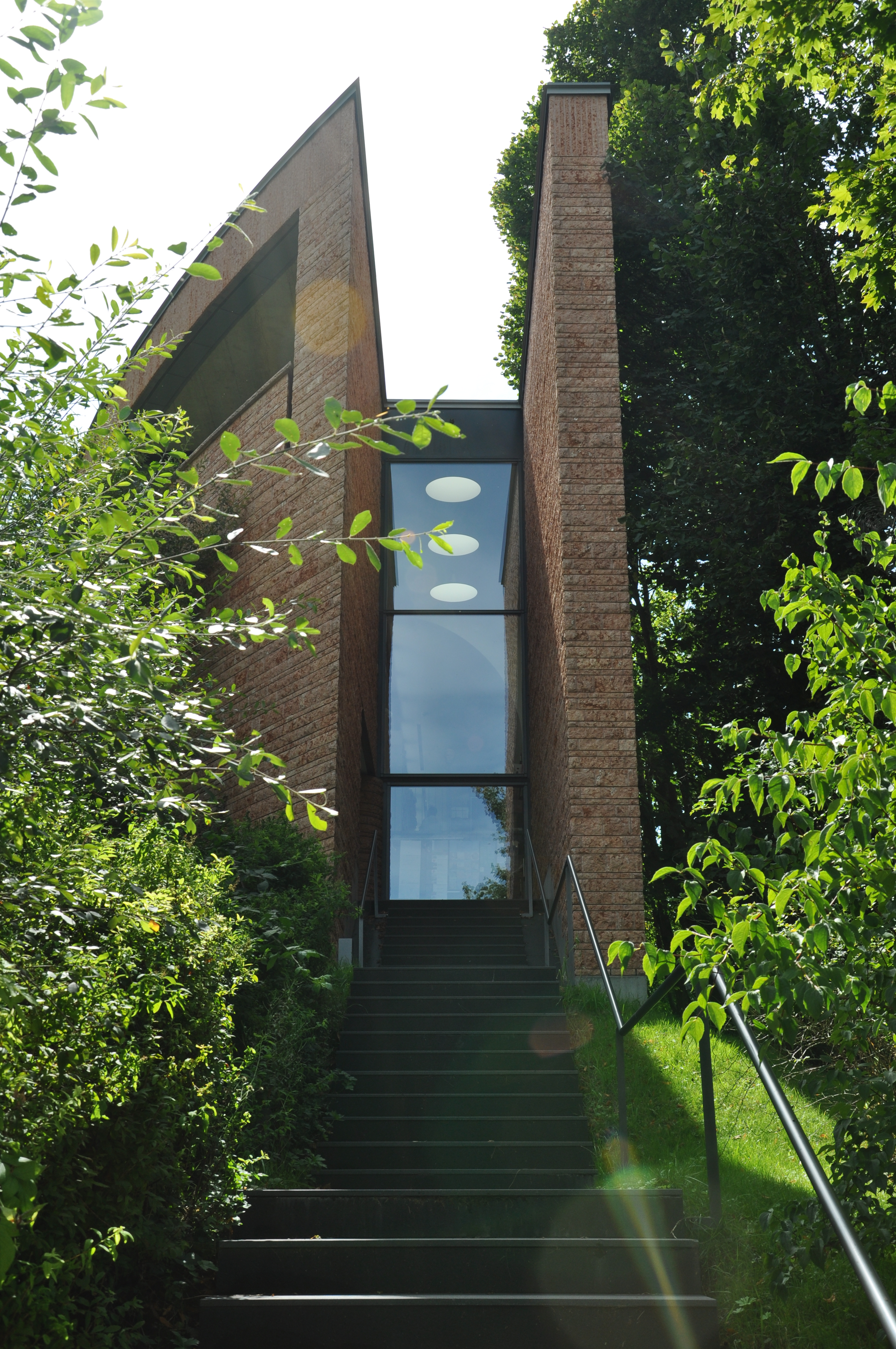
Bibliothek Werner Oechslin in Einsiedeln, Architekt: Mario Botta

Oechslin studierte Kunstgeschichte, Archäologie, Philosophie und Mathematik an der Universität Zürich und der Universität Rom. In Zürich wurde er 1970 promoviert. Von 1971 bis 1974 war er Assistent an der Universität Zürich, von 1975 bis 1980 lehrte er am Massachusetts Institute of Technology (MIT) und an der Rhode Island School of Design (RISD) sowie an der Freien Universität Berlin. In Berlin habilitierte er sich 1980 und erhielt noch im selben Jahr einen Ruf an die Rheinische Friedrich-Wilhelms-Universität Bonn. 1985 wechselte er an die Ecole d’Architecture der Universität Genf. Von 1985 bis zu seiner 2009 erfolgten Emeritierung war er Ordinarius für Kunst- und Architekturgeschichte an der ETH Zürich und zudem von 1987 bis 2006 Direktor des Instituts für Geschichte und Theorie der Architektur (gta). 1987 war er Gastprofessor an der Harvard University. Von 1996 bis 2002 leitete er die Auswahlkommission des Study Center am CCA Montréal und war auch Mitglied des Board of Trustees. Er ist Mitglied des consiglio scientifico des Centro Internazionale di Studi di Architettura Andrea Palladio (CISA) in Vicenza. In der Gründungsphase war er Mitglied des consiglio scientifico der Accademia di Architettura in Mendrisio.

## Wirken
Oechslin hat zahlreiche Veröffentlichungen zur Architektur- und Kunstgeschichte vom 15. bis 20. Jahrhundert publiziert. Die Forschungsschwerpunkte sind Architekturtheorie, die Architektur der Moderne sowie Architekturzeichnung, Architekturtypologie und die ephemere Architektur (Festarchitektur). 1981 gründete er mit Ulrich Conrads, Norbert Miller, Bernhard Schneider und Anna Teut das zweisprachige (Deutsch und Englisch)  Daidalos - Berlin Architectural Journal und war von 1981 bis 1998 Mitherausgeber der vierteljährlich erscheinenden Zeitschrift. Er ist der Gründer der «Stiftung Bibliothek Werner Oechslin», einer Forschungsbibliothek in Einsiedeln mit einem Gesamtbestand von über 80'000 Büchern zu den Wissensgebieten Mathematik, Philosophie, Theologie, Physik, Astronomie und Architektur, welche Oechslin über viele Jahre gesammelt hat und der Öffentlichkeit zugänglich macht.  Die Forschungsbibliothek wurde seit 20 Jahren von der ETH mitfinanziert. Nachdem der Kanton Schwyz seine Zahlungen einstellt, möchte auch die ETH nicht mehr. Daher steht sie vor dem Aus. Der Betrieb der Bibliothek ist nur noch bis Ende April 2025 gewährleistet.
Der Neubau der Bibliothek nach Plänen des Architekten Mario Botta wurde im Jahre 2006 eröffnet. Oechslin war an zahlreichen Ausstellungen beteiligt, wie «Triumph of Baroque» (Turin/Washington 1999), «Palladio» (Vicenza 1999), «Griechische Klassik. Idee oder Wirklichkeit» (Berlin/Bonn 2002), «Gottfried Semper» (München/Zürich 2003), «Vincenzo Scamozzi» (Vicenza 2003) sowie «Barock-Baumeister und moderne Bauschule aus Vorarlberg» (Bregenz 2006).

## Ehrungen und Auszeichnungen
- 2007: Innerschweizer Kulturpreis für seine Forschungs- und Lehrtätigkeit im Bereich der Kunst- und Architekturgeschichte.[4]
- 2011: Ehrendoktorat der Universität Antwerpen[5]
- 2011: Ehrendoktorat der Universität der italienischen Schweiz, Lugano[6]
- 2011: Ehrendoktorat der Technischen Universität München[7]
- 2012: Carl-Friedrich-Gauß-Medaille

## Schriften (Auswahl)
(Vgl. auch die vollständige Bibliographie auf der Website der "Stiftung Bibliothek Werner Oechslin")
- Stilhülse und Kern. Otto Wagner, Adolf Loos und der evolutionäre Weg zur modernen Architektur . gta-Verlag, Zürich 1994. ISBN 978-3-85676-060-1.
- (Hrsg.): Albert Heinrich Steiner 1905–1996. Architekt – Städtebauer – Lehrer. gta-Verlag, Zürich 1998. ISBN 978-3-85676-078-6.
- zusammen mit Flora Ruchat-Roncati (Hrsg.): Alberto Camenzind. Architekt, Chefarchitekt Expo 64, Lehrer. gta-Verlag, Zürich 2001. ISBN 978-3-85676-107-3.
- (Hrsg.): Hochschulstadt Zürich. Bauten für die ETH 1855–2005. gta-Verlag, Zürich 2005. ISBN 978-3-85676-154-7.
- (Hrsg.): Peter Eisenman. Die formale Grundlegung der modernen Architektur. gta-Verlag, Zürich 2005. ISBN 978-3-85676-067-0.
- mit Sonja Hildebrand, Bruno Maurer (Hrsg.) Haefeli Moser Steiger. Die Architekten der Schweizer Moderne. gta-Verlag, Zürich 2007. ISBN 978-3-85676-205-6.
- Palladianismus. Andrea Palladio – Kontinuität von Werk und Wirkung. gta-Verlag, Zürich 2008. ISBN 978-3-85676-239-1.
- Stiftung Bibliothek Werner Oechslin, Einsiedeln (Hrsg.):  Wissensformen. Manifestationen des Wissens in barocker Tradition. gta-Verlag, Zürich 2008. ISBN 978-3-85676-231-5
- mit Bruno Maurer (Hrsg.): Der unendliche Raum der Architektur. Ulrich Stucky (1925-2003). Architekt, Planer, Forscher, Vermittler. gta-Verlag, Zürich 2009. ISBN 978-3-85676-244-5.
- Architekt und / versus Baumeister. Siebter Internationaler Barocksommerkurs. Stiftung Bibliothek Werner Oechslin, Einsiedeln (Hrsg.). gta-Verlag, Zürich 2009. ISBN 978-3-85676-259-9.
- mit Gregor Harbusch (Hrsg.): Sigfried Giedion und die Fotografie. Bildinszenierungen der Moderne . gta-Verlag, Zürich 2010. ISBN 978-3-85676-252-0.
- mit Bruno Maurer (Hrsg.): Ernst Gisel Architekt. 2., überarbeitete, erweiterte und aktualisierte Auflage. gta Verlag Zürich 2010. ISBN 978-3-85676-254-4.
- Stiftung Bibliothek Werner Oechslin, Einsiedeln (Hrsg.): Eugène Emmanuel Viollet-le-Duc. Internationales Kolloquium. gta-Verlag, Zürich 2010. ISBN 978-3-85676-114-1 und Gebrüder Mann Verlag, Berlin 2010. ISBN 978-3-7861-2453-5.
- mit Sonja Hildebrand (Hrsg.) Karl Moser. Architektur für eine neue Zeit, 1880 bis 1936. gta Verlag Zürich 2010. ISBN 978-3-85676-250-6.
- Bruno Maurer, Werner Oechslin (Hrsg.) in Zusammenarbeit mit Almut Grunewald: Ernst Gisel Architekt. 2., überarbeitete, erweiterte und aktualisierte Auflage, gta-Verlag, Zürich 2010. ISBN 978-3-85676-254-4.
- Werkbundzeit. Kunst, Politik und Kommerz im Widerstreit. Hanser Verlag, München 2021 (Edition Akzente).

## Nachweise
1. ↑  Prof. Dr. Werner Oechslin (Memento vom 23. Oktober 2014 im Internet Archive)
2. ↑   Manfred Sack: Jedes Heft ein Versuch. DAIDALOS, EINE NEUE ARCHITEKTUR-ZEITSCHRIFT. DIE ZEIT, Ausgabe Nr. 40, 1981 http://www.zeit.de/1981/40/jedes-heft-ein-versuch abgerufen am 27. Mai 2013
3. ↑  Verleihung des Innerschweizer Kulturpreises 2007 | Staatskanzlei Luzern | Presseportal.ch
4. ↑  News: ETH Life - das tägliche Webjournal
5. ↑  Webseite der Universität Antwerpen
6. ↑  Webseite der USI Lugano
7. ↑  Webseite der TUM (Memento vom 22. Juli 2012 im Webarchiv archive.today)

| Personendaten    | Personendaten                                                                  |
| ---------------- | ------------------------------------------------------------------------------ |
| NAME             | Oechslin, Werner                                                               |
| KURZBESCHREIBUNG | Schweizer Architekturhistoriker, Kunsthistoriker, Bibliotheksgründer und Autor |
| GEBURTSDATUM     | 3. Oktober 1944                                                                |
| GEBURTSORT       | Einsiedeln                                                                     |